# Villsjön, Dalarna
Villsjön är en sjö i Säters kommun i Dalarna och ingår i Dalälvens huvudavrinningsområde.